# Fisketjärnet
Fisketjärnet är en sjö i Färgelanda kommun i Dalsland och ingår i Göta älvs huvudavrinningsområde. Sjöns area är 0,039 kvadratkilometer och den är belägen 111 meter över havet.